# ヘレン・パーカースト
ヘレン・パーカースト（Helen Parkhurst、1887年1月31日 - 1973年6月1日）は、アメリカ合衆国の教育者で著述家。ドルトン・プラン（the Dalton plan）の提唱者で、ドルトンスクールを創立した。

## 経歴
ウィスコンシン州のデュラントに生まれ、ウィスコンシン州立教育大学（現在のウィスコンシン大学ミルウォーキー校）を1907年に卒業した。1905年から1913年まで何校かの小学校で勤務。最初の赴任校では、パーカースト1人だけで40人の生徒を教えるという経験もした。それぞれの生徒に個別の課題を与え、それぞれのペースでの学習を支援するという貴重な経験は、その後のドルトン・プランの誕生に大いに寄与することになる。その後、1913年から1915年の間、マリア・モンテッソーリのもとにいて、共にローマ大学やミュンヘン大学で学び、1918年頃までは彼女がほとんど唯一のアメリカにおけるモンテッソーリの代弁者でもあった。
アメリカに戻って以後は、1919年ウィスコンシン州ドルトンの男女共学の高等学校に職を得る。ここで彼女は、モンテッソーリやジョン・デューイから着想を得た個別学習と協同によるドルトン・プランのアイディアを得る。この学校には1942年まで留まり、最終的には校長に就任した。ここでの教育実践の間に、彼女は、いくつかの雑誌に教育論文を書き始め、そのうちのひとつが、1926年タイムズの教育特集に掲載された、ドルトンプランを初めて発表した「The Laboratory Plan」（実験計画）である。以来、アメリカ国内からだけでなく、ヨーロッパからもドルトンの学校を視察に訪れる人たちが続き、アメリカやヨーロッパにこのプランを基にした学校が誕生した。これらの学校はドルトンスクールと呼ばれている。また、彼女は、日本にも6度訪問し、大正自由主義教育に大きな影響を与えた。
1943年、イェール大学で修士号を取得している。1973年、コネチカット州のニューミルフォードで亡くなった。

## 著書
- 『子供たちの世界』厳松堂書店　1955年
- 『ドルトン・プランの学校』明治図書　1974年("Education on the Dalton Plan" 1924)